# Nibas
Nibas est une commune française située dans le département de la Somme en région Hauts-de-France.
Depuis juillet 2020, la commune fait partie du parc naturel régional Baie de Somme - Picardie maritime.

## Géographie

### Localisation
Nibas est un village picard du Vimeu.
Limitrophe de Friville-Escarbotin et Feuquières-en-Vimeu, la localité est située à 13 km au nord-est d'Eu-Le Tréport, 18 km à l'ouest d'Abbeville et à 56 km au nord-ouest d'Amiens à vol d'oiseau.
Le territoire de la commune est limitrophe de ceux de huit communes.
Les communes limitrophes sont Arrest, Feuquières-en-Vimeu, Fressenneville, Friville-Escarbotin, Ochancourt, Pendé, Saint-Blimont et Valines.

### Hydrographie

#### Réseau hydrographique
La commune est située dans le bassin Artois-Picardie. Elle est drainée par l'Avalasse.

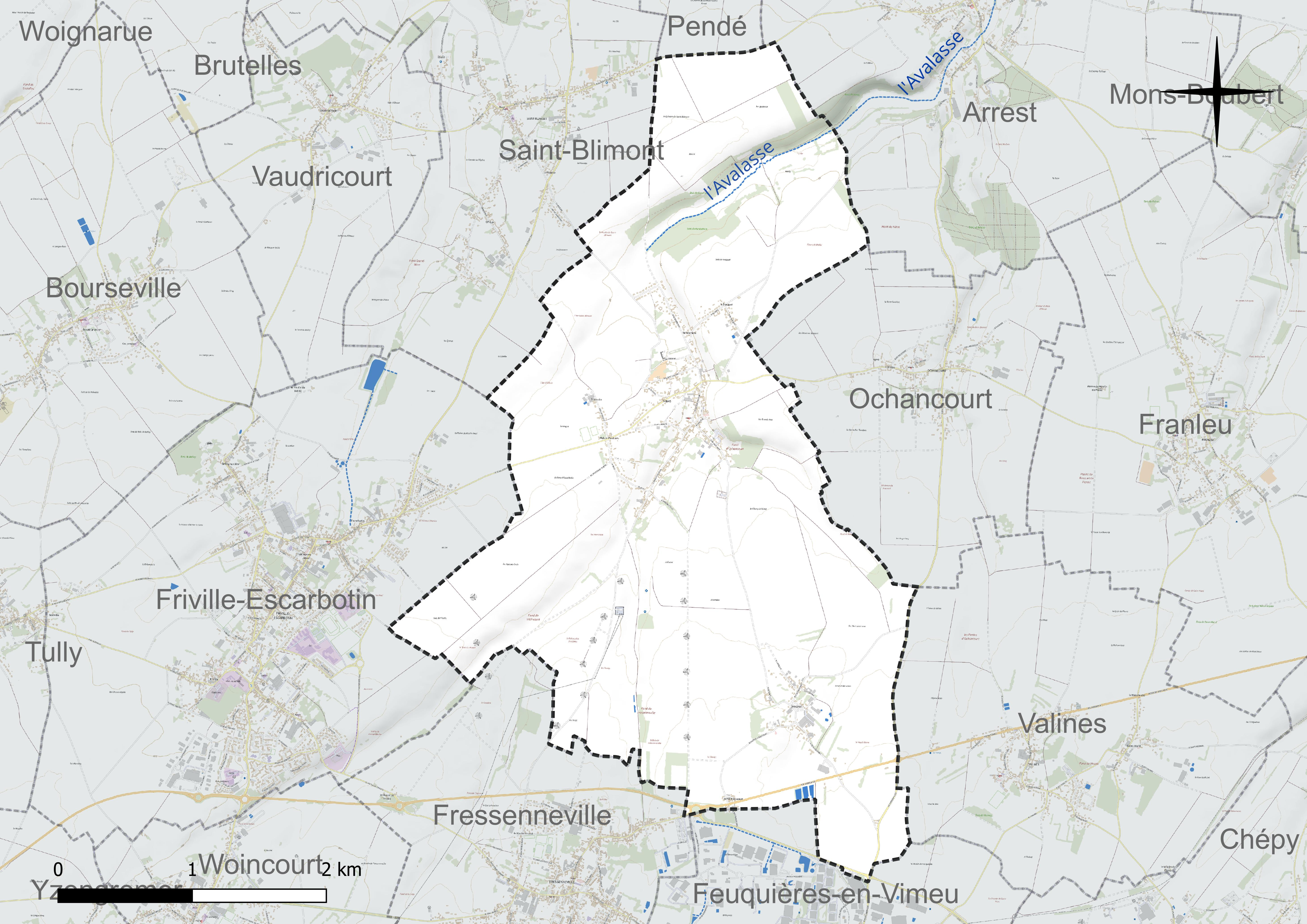
Réseau hydrographique de Nibas.

#### Gestion et qualité des eaux
Le territoire communal est couvert par le schéma d'aménagement et de gestion des eaux (SAGE) « Somme aval et Cours d'eau côtiers ». Ce document de planification concerne un territoire de 1 835 km2 de superficie, délimité par le bassin versant de la Somme canalisée. Le périmètre a été arrêté le 29 avril 2010 et le SAGE proprement dit a été approuvé le 6 août 2019. La structure porteuse de l'élaboration et de la mise en œuvre est le syndicat mixte d'aménagement hydraulique du bassin versant de la Somme (AMEVA).
La qualité des cours d'eau peut être consultée sur un site dédié géré par les agences de l'eau et l'Agence française pour la biodiversité.

### Climat
Pour des articles plus généraux, voir Climat des Hauts-de-France et Climat de la Somme.
En 2010, le climat de la commune est de type climat océanique franc, selon une étude du CNRS s'appuyant sur une série de données couvrant la période 1971-2000. En 2020, Météo-France publie une typologie des climats de la France métropolitaine dans laquelle la commune est exposée à un climat océanique et est dans la région climatique Côtes de la Manche orientale, caractérisée par un faible ensoleillement (1 550 h/an) ; forte humidité de l'air (plus de 20 h/jour avec humidité relative > 80 % en hiver), vents forts fréquents.
Pour la période 1971-2000, la température annuelle moyenne est de 10,4 °C, avec une amplitude thermique annuelle de 12,9 °C. Le cumul annuel moyen de précipitations est de 865 mm, avec 12,4 jours de précipitations en janvier et 8,5 jours en juillet. Pour la période 1991-2020, la température moyenne annuelle observée sur la station météorologique la plus proche, située sur la commune de Cayeux-sur-Mer à 11 km à vol d'oiseau, est de 11,4 °C et le cumul annuel moyen de précipitations est de 761,1 mm,. Pour l'avenir, les paramètres climatiques de la commune estimés pour 2050 selon différents scénarios d'émission de gaz à effet de serre sont consultables sur un site dédié publié par Météo-France en novembre 2022.

## Urbanisme

### Typologie
Au 1er janvier 2024, Nibas est catégorisée commune rurale à habitat dispersé, selon la nouvelle grille communale de densité à sept niveaux définie par l'Insee en 2022.
Elle est située hors unité urbaine. Par ailleurs la commune fait partie de l'aire d'attraction de Friville-Escarbotin, dont elle est une commune de la couronne,. Cette aire, qui regroupe 33 communes, est catégorisée dans les aires de moins de 50 000 habitants,.

### Occupation des sols
L'occupation des sols de la commune, telle qu'elle ressort de la base de données européenne d'occupation biophysique des sols Corine Land Cover (CLC), est marquée par l'importance des territoires agricoles (89 % en 2018), une proportion sensiblement équivalente à celle de 1990 (89,7 %). La répartition détaillée en 2018 est la suivante : 
terres arables (76,7 %), prairies (9,7 %), zones urbanisées (7,1 %), forêts (3,8 %), zones agricoles hétérogènes (2,6 %). L'évolution de l'occupation des sols de la commune et de ses infrastructures peut être observée sur les différentes représentations cartographiques du territoire : la carte de Cassini (XVIIIe siècle), la carte d'état-major (1820-1866) et les cartes ou photos aériennes de l'IGN pour la période actuelle (1950 à aujourd'hui).

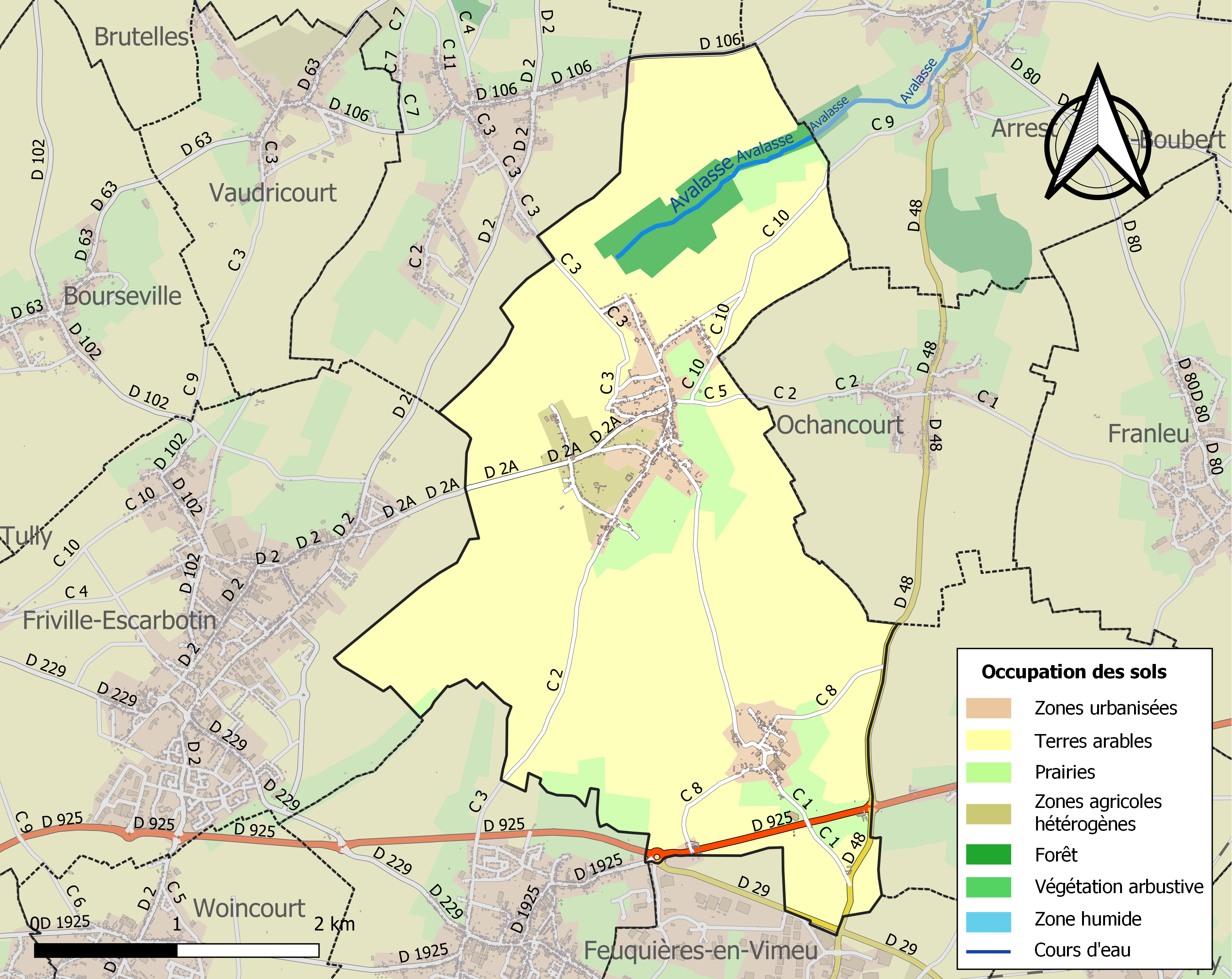
Carte des infrastructures et de l'occupation des sols de la commune en 2018 (CLC).

### Lieux-dits, hameaux et écarts

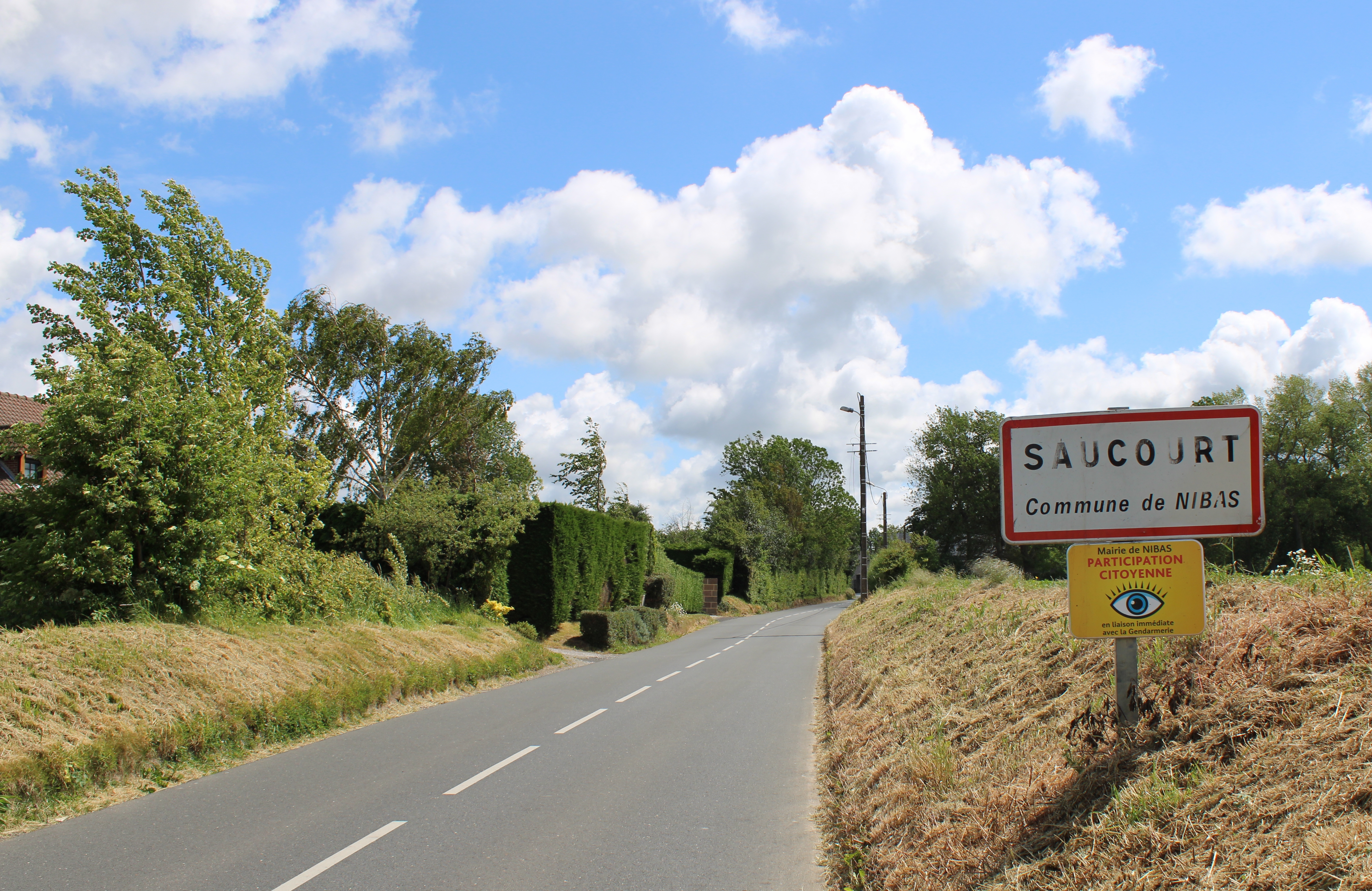
Entrée du hameau de Saucourt.

Elle comprend cinq hameaux et écarts : Saucourt, Rembehen, Le Bocquet, Wailly  et Petit-Saucourt.

### Voies de communications et transports
La commune est traversée par l'ancien tracé de l'ex-route nationale 25 (actuelle RD 925), permettant des accès aisés à Dieppe et Abbeville. Le bourg principal lui, est situé à l'écart de cette axe.
En 2019, Nibas est desservi par les lignes d'autocars no 2 et no 5 (Mers-les-Bains - Friville - Abbeville et Cayeux - Friville-Escarbotin - Abbeville) du réseau Trans'80, Hauts-de-France, chaque jour de la semaine sauf le dimanche et les jours fériés.

## Toponymie
Dès 809, Dom Grenier relève Nibat. En 1262, apparaît Nibas, Nisbat en 1301, Nybas en 1539.

## Histoire

### Préhistoire
Dans une carrière, à la sortie du village, vers Saucourt, des haches en silex, très bien taillées, des ossements et des dents d'éléphants ont été trouvés.

### Antiquité
Un cimetière gallo-romain est mis en évidence dès 1885, de nombreux objets sont exhumés.
Un sarcophage du Bas-Empire (IIIe siècle-IVe siècle) est mis au jour en 1987, accompagné d'objets divers.

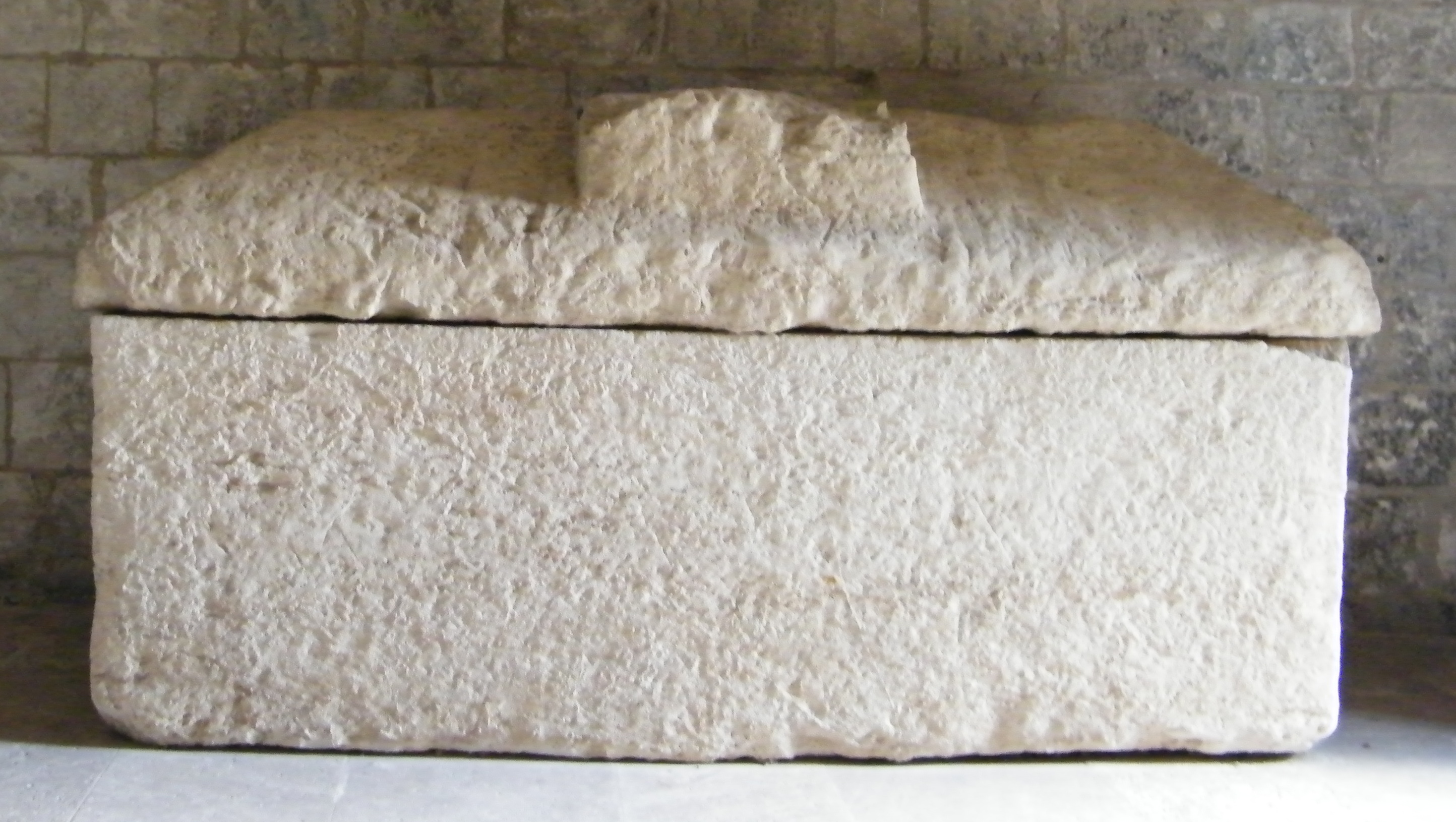
Le sarcophage du Bas-Empire

### Moyen Âge
La Terre des tombes, située sur le territoire de la commune d'Ochancourt, marque, dit-on, le lieu où furent inhumés des combattants ayant participé à la bataille de Saucourt-en-Vimeu remportée par le roi des Francs, Louis III, et son armée contre les Vikings en août 881.
Gaston Vasseur (Nibas et ses annexes), nous apprend que ce fut également le lieu où les deux armées se rencontrèrent. Les Vikings auraient laissé 8 000 des leurs sur le champ de bataille.
En 1262 et 1269, l'abbaye de Saint-Valery possède la vicomté et toute justice à Nibas.
Pendant l'hiver 1657-1658, la fonte des neiges provoque l'inondation d'une grande partie des maisons.
En 1690, les de Ponthieu viennent de prendre le titre de Nibas. Ils tiennent une ferme en trois fiefs relevant en partie de l'abbaye et en partie de M. d'Ochancourt l'Éperon.

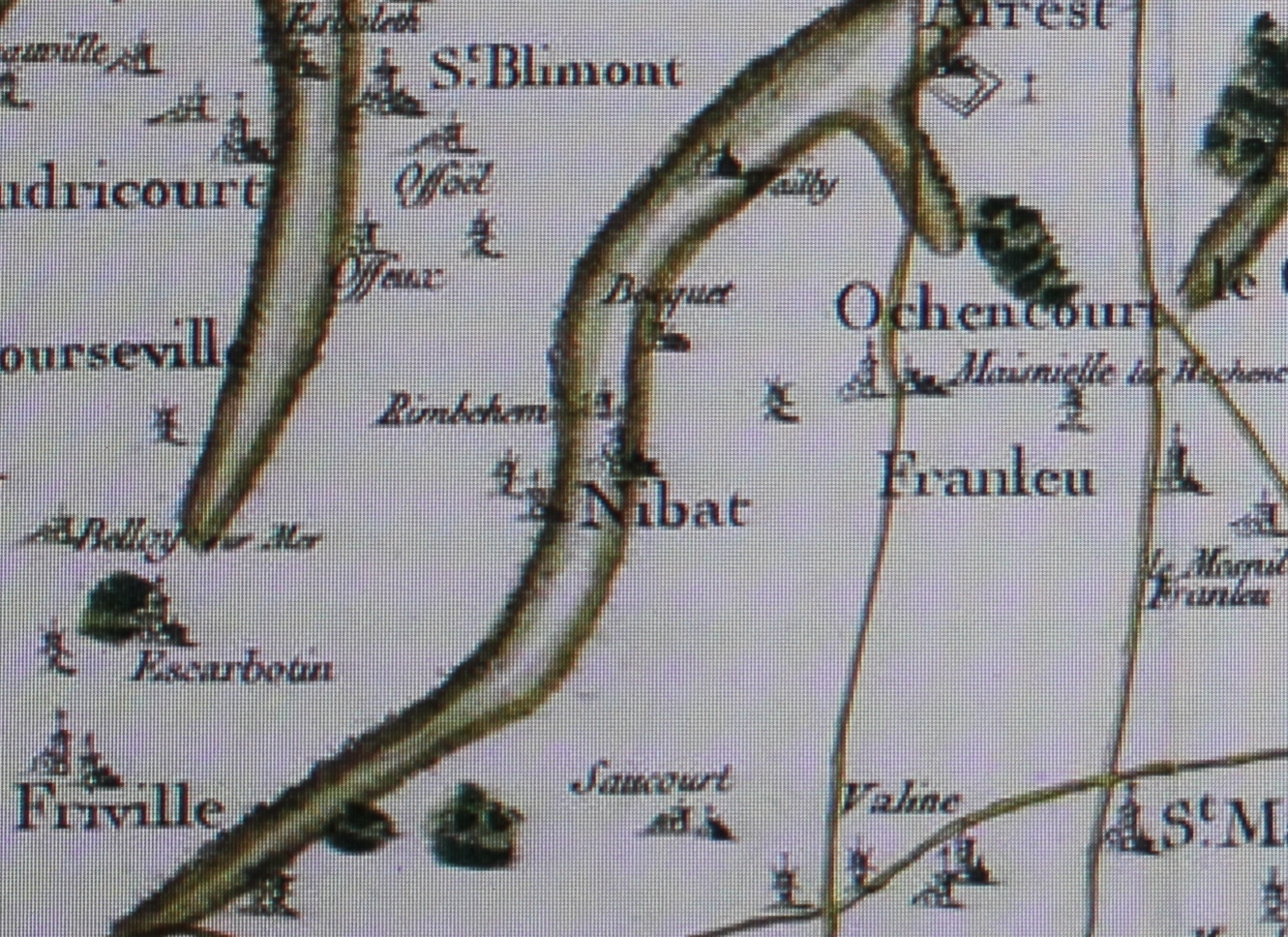
Carte de Cassini (vers 1750) sur laquelle figurent les hameaux de Rembehen, Bocquet, Wailly et Saucourt, ainsi que les moulins à vent.

En 1791, les biens de la commune appartenant aux religieux de Saint-Valery, aux minimesses d'Abbeville et au prieuré Saint-Pierre d'Abbeville sont vendus comme biens nationaux de janvier à juillet, par lots.

### Temps modernes
Le 9 janvier 1821, une femme se noie dans l'Avalasse à Rimbehen. Une croix de fer forgé marque l'emplacement du drame.
Lors de la Guerre franco-allemande de 1870, six hommes du village trouvent la mort. La troupe prussienne occupe la commune.

Nibas au début du XXe siècle
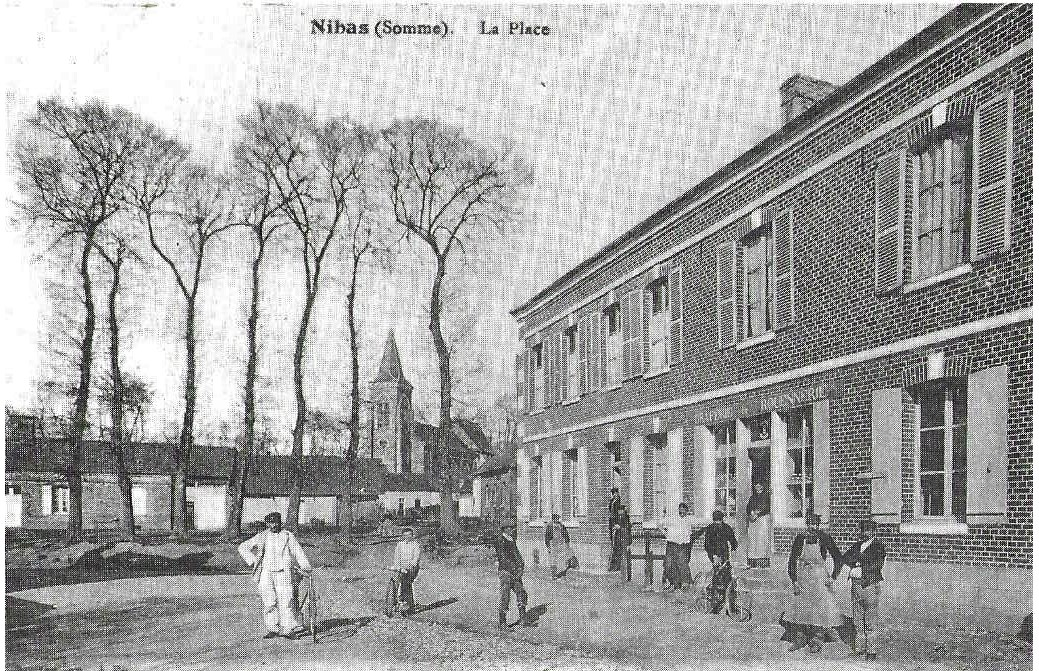
La place du village
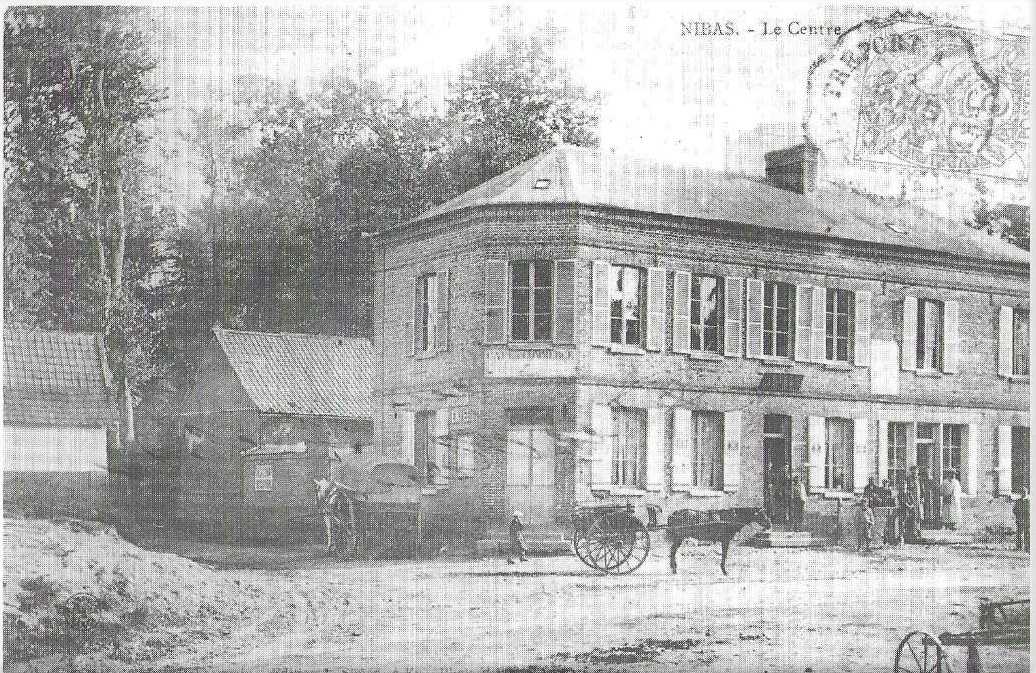
Le centre du village

Nibas a perdu 31 de ses enfants lors de la Première Guerre mondiale.

## Politique et administration

### Liste des maires
| Période                                  | Période                      | Identité                          | Étiquette | Qualité                                  |
| ---------------------------------------- | ---------------------------- | --------------------------------- | --------- | ---------------------------------------- |
| 1790                                     | 1794                         | Jean François Becquet             |           |                                          |
| 1794                                     | an IV                        | Louis François Cléré              |           |                                          |
| an IV                                    | an VI                        | Valéry Beauvisage                 |           |                                          |
| an VI                                    | 1800                         | J. B. Delignières                 |           | adjoint municipal                        |
| 1800                                     | 1816                         | Abraham Jean Robert Aimé Blancart |           |                                          |
| 1816                                     | 1845                         | Charles Abraham Blancart          |           |                                          |
| 1845                                     | 1847                         | J. B. Ozenne                      |           | adjoint remplaçant le maire              |
| 1847                                     | 1871                         | Louis Abraham Frédéric Blancart   |           |                                          |
| 1871                                     | 1892                         | Adéodat Ozenne                    |           |                                          |
| 1892                                     | 1900                         | André Josse Becquet               |           | conseiller d'arrondissement              |
| 1900                                     | 1908                         | Joseph Dufrien                    |           |                                          |
| 1908                                     | 1912                         | Alfred Bilhaut                    |           |                                          |
| 1912                                     | 1914                         | Fernand Pruvost                   | Rad.      |                                          |
| 1914                                     | 1919                         | Hedwige Lefort                    |           | adjoint remplaçant le maire, mobilisé    |
| 1919                                     | 1927                         | Fernand Pruvost                   | Rad.      |                                          |
| novembre 1927                            | décembre 1927                | Eugène Dhuille                    |           | président de la délégation spéciale      |
| décembre 1927                            | 1933                         | Fernand Pruvost                   | Rad.      | Démissionnaire                           |
| 1933                                     | 1943                         | Fernand de Milleville             |           | Décédé en cours de mandat                |
| Les données manquantes sont à compléter. |                              |                                   |           |                                          |
| 1971                                     | 1983                         | Firmin Demonchy                   |           |                                          |
| mars 1983                                | 2008                         | Gilbert Creuset                   | PCF       |                                          |
| mars 2008                                | En cours (au 8 octobre 2020) | René Roussel                      | DVG       | Retraité Réélu pour le mandat 2020-2026, |

### Tendances politiques et résultats
| Scrutin              | 1er tour | 1er tour | 1er tour | 1er tour | 1er tour | 1er tour | 1er tour | 1er tour | 1er tour | 1er tour | 1er tour | 1er tour |     | 2e tour | 2e tour | 2e tour | 2e tour | 2e tour | 2e tour | 2e tour | 2e tour | 2e tour |
| Scrutin              | 1er      | 1er      | %        | 2e       | 2e       | %        | 3e       | 3e       | %        | 4e       | 4e       | %        | 1er | 1er     | %       | 2e      | 2e      | %       | 3e      | 3e      | %       |         |
| -------------------- | -------- | -------- | -------- | -------- | -------- | -------- | -------- | -------- | -------- | -------- | -------- | -------- | --- | ------- | ------- | ------- | ------- | ------- | ------- | ------- | ------- | ------- |
| Départementales 2021 |          | UGE      | 31,78    |          | DVG      | 24,42    |          | RN       | 22,87    |          | UCD      | 20,93    |     |         | UGE     | 54,36   |         | UCD     | 45,65   |         |         |         |
| Régionales 2021      |          | UCD      | 49,80    |          | RN       | 20,72    |          | UGE      | 12,35    |          | LO       | 9,16     |     | UCD     | 59,84   |         | RN      | 23,36   |         | UGE     | 16,80   |         |
| Présidentielle 2022  |          | RN       | 38,69    |          | LREM     | 22,24    |          | LFI      | 15,70    |          | REC      | 7,66     |     | RN      | 59,88   |         | LREM    | 40,12   |         |         |         |         |
| Législatives 2022    |          | LR       | 31,37    |          | RN       | 26,54    |          | PCF      | 20,38    |          | LREM     | 15,55    |     | LR      | 57,49   |         | RN      | 42,51   |         |         |         |         |
| Européennes 2024     |          | RN       | 48,58    |          | LREM     | 9,82     |          | DVD      | 9,56     |          | PS       | 6,98     |     |         |         |         |         |         |         |         |         |         |
| Législatives 2024    |          | RN       | 46,65    |          | LR       | 28,40    |          | PCF      | 16,43    |          | HOR      | 5,88     |     | RN      | 54,04   |         | LR      | 45,96   |         |         |         |         |

### Politique de développement durable
Le parc éolien de Nibas se compose, en 2020, de quatorze éoliennes en trois rangées, deux de six éoliennes, et une de deux. Les deux éoliennes construites en 2018, de 136,2 m de hauteur en bout de pale, ont une puissance totale de 4,6 MW et une production de 12,9 GWh/an, « équivalent à la consommation électrique de plus de 4 000 habitants par an, chauffage inclus » et sont suivies par la société EnergieTeam, classée 4e exploitant français d'éolien.

## Population et société

### Démographie
L'évolution du nombre d'habitants est connue à travers les recensements de la population effectués dans la commune depuis 1793. Pour les communes de moins de 10 000 habitants, une enquête de recensement portant sur toute la population est réalisée tous les cinq ans, les populations de référence des années intermédiaires étant quant à elles estimées par interpolation ou extrapolation. Pour la commune, le premier recensement exhaustif entrant dans le cadre du nouveau dispositif a été réalisé en 2006.

En 2022, la commune comptait 828 habitants, en évolution de −2,82 % par rapport à 2016 (Somme : −1,26 %, France hors Mayotte : +2,11 %).
| 1793 | 1800 | 1806 | 1821 | 1831 | 1836  | 1841  | 1846 | 1851 |
| ---- | ---- | ---- | ---- | ---- | ----- | ----- | ---- | ---- |
| 827  | 922  | 925  | 944  | 923  | 1 036 | 1 026 | 977  | 987  |

| 1856 | 1861 | 1866 | 1872 | 1876 | 1881 | 1886 | 1891 | 1896 |
| ---- | ---- | ---- | ---- | ---- | ---- | ---- | ---- | ---- |
| 965  | 961  | 987  | 915  | 911  | 888  | 900  | 886  | 912  |

| 1901 | 1906 | 1911 | 1921 | 1926 | 1931 | 1936 | 1946 | 1954 |
| ---- | ---- | ---- | ---- | ---- | ---- | ---- | ---- | ---- |
| 822  | 806  | 749  | 679  | 715  | 698  | 697  | 651  | 713  |

| 1962 | 1968 | 1975 | 1982 | 1990 | 1999 | 2006 | 2011 | 2016 |
| ---- | ---- | ---- | ---- | ---- | ---- | ---- | ---- | ---- |
| 728  | 712  | 652  | 719  | 809  | 749  | 812  | 837  | 852  |

| 2021 | 2022 | - | - | - | - | - | - | - |
| ---- | ---- | - | - | - | - | - | - | - |
| 836  | 828  | - | - | - | - | - | - | - |

### Enseignement
Relevant de l'académie d'Amiens, la commune gère une école primaire qui compte 65 élèves à la rentrée scolaire 2017. À la rentrée 2022, les élèves d'Ochancourt rejoignent l'école locale.

### Sports
L'US Nibas-Fressenneville est le club de football du village. Il est issu de la fusion entre l'Association des Anciens Élèves de Nibas et de l'Athlétique Club Fressenneville. Il évolue en Départemental 1 au stade Marcel-Poiret de Fressenneville et les plus jeunes au stade Roger-Piot de Nibas.

### Autres équipements
La commune dispose d'une bibliothèque à Nibas-Saucourt, qui accueille chaque mois l'association des Picardisants du Vimeu.
La communauté de communes du Vimeu demande en 2020 la déclaration d'utilité publique d'un projet d'une aire de grand passage pour les gens du voyage sur 4 ha, près de la limite avec Feuquières-en-Vimeu.

## Économie
Le hameau de Saucourt abrite des établissements industriels dont l'activité principale est liée à la petite métallurgie.

## Culture locale et patrimoine

### Lieux et monuments
- Un des deux colombiers qui encadraient la porte d'entrée du manoir subsiste à Rimbehen. Rond, appareillé de brique et de pierre, son toit est en poivrière[41].
- L'église Saint-Valery est du XVIe siècle, le clocher actuel date de 1748.
- La chapelle Saint-Louis du château de Saucourt, ruinée par les guerres, reconstruite en 1697. Elle est consacrée à saint Louis[b 4],[42].
- Le château de Saucourt appartenait avant 1800 à la famille Blancart. Il fut détruit en partie par un incendie en 1846[b 5].Il est actuellement la résidence de la famille de Colnet.
- Croix médiéviale de Saucourt. En tuf, placée autrefois dans un champ, près d'un moulin à vent encore visible au XIXe siècle, elle aurait témoigné de la mort d'un jeune garçon, frappé par une aile du même moulin. Dans la mémoire locale, elle rappelle la bataille de Saucourt, en 881. Elle a été restaurée en 2009 et replacée près du carrefour entre la RD 925 et la RD 48[43].

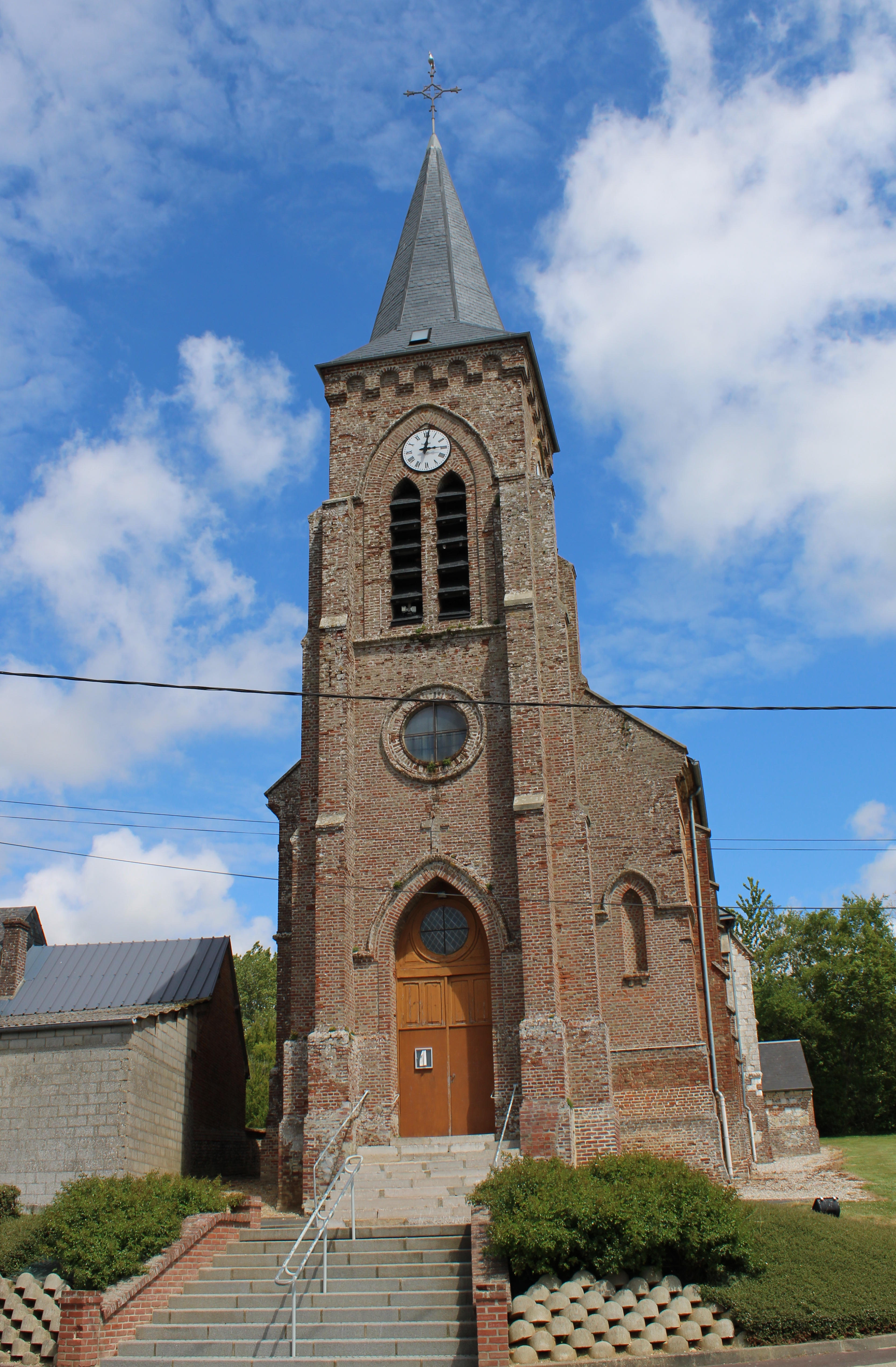
Église Saint-Valery de Nibas.
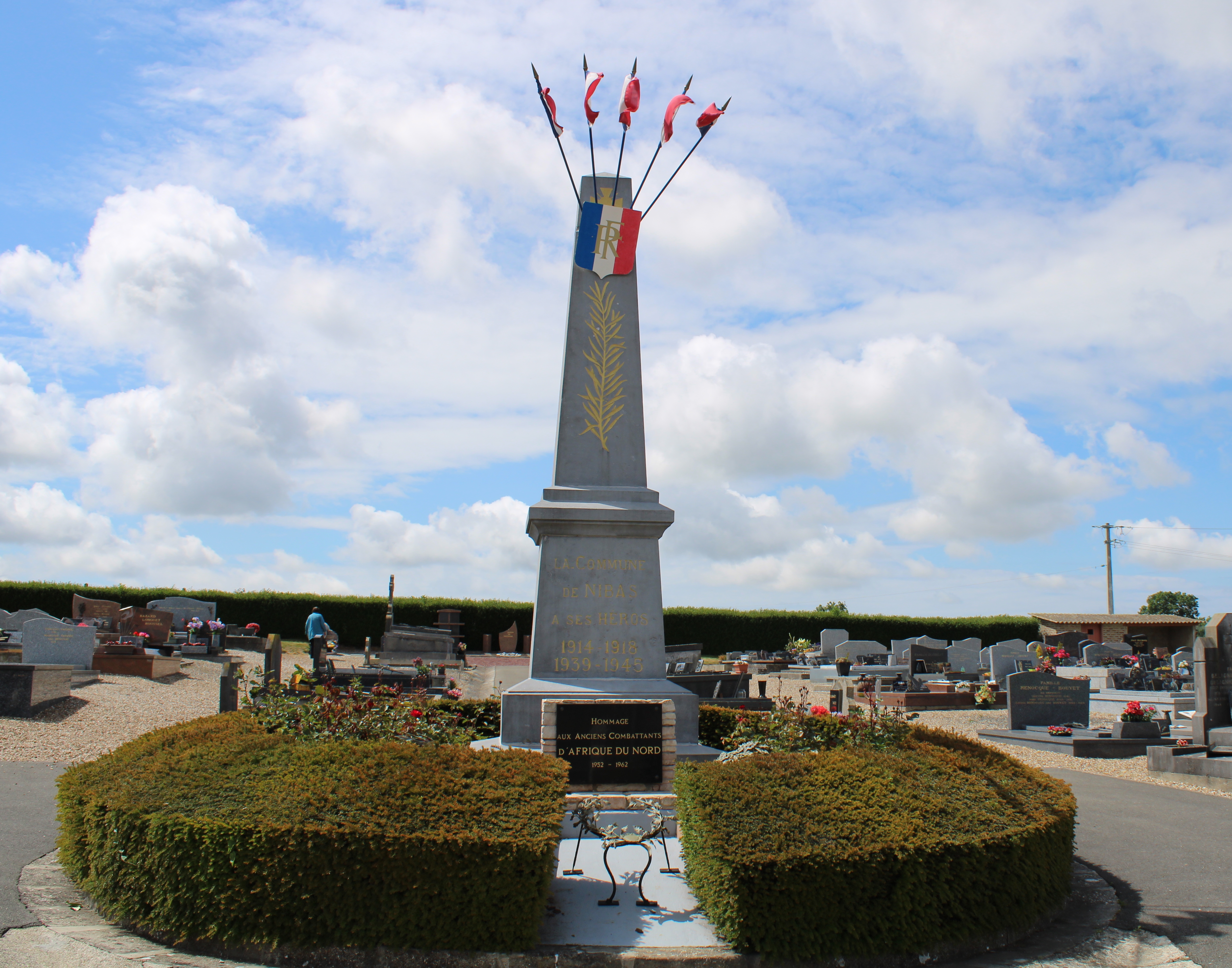
Le monument aux morts.
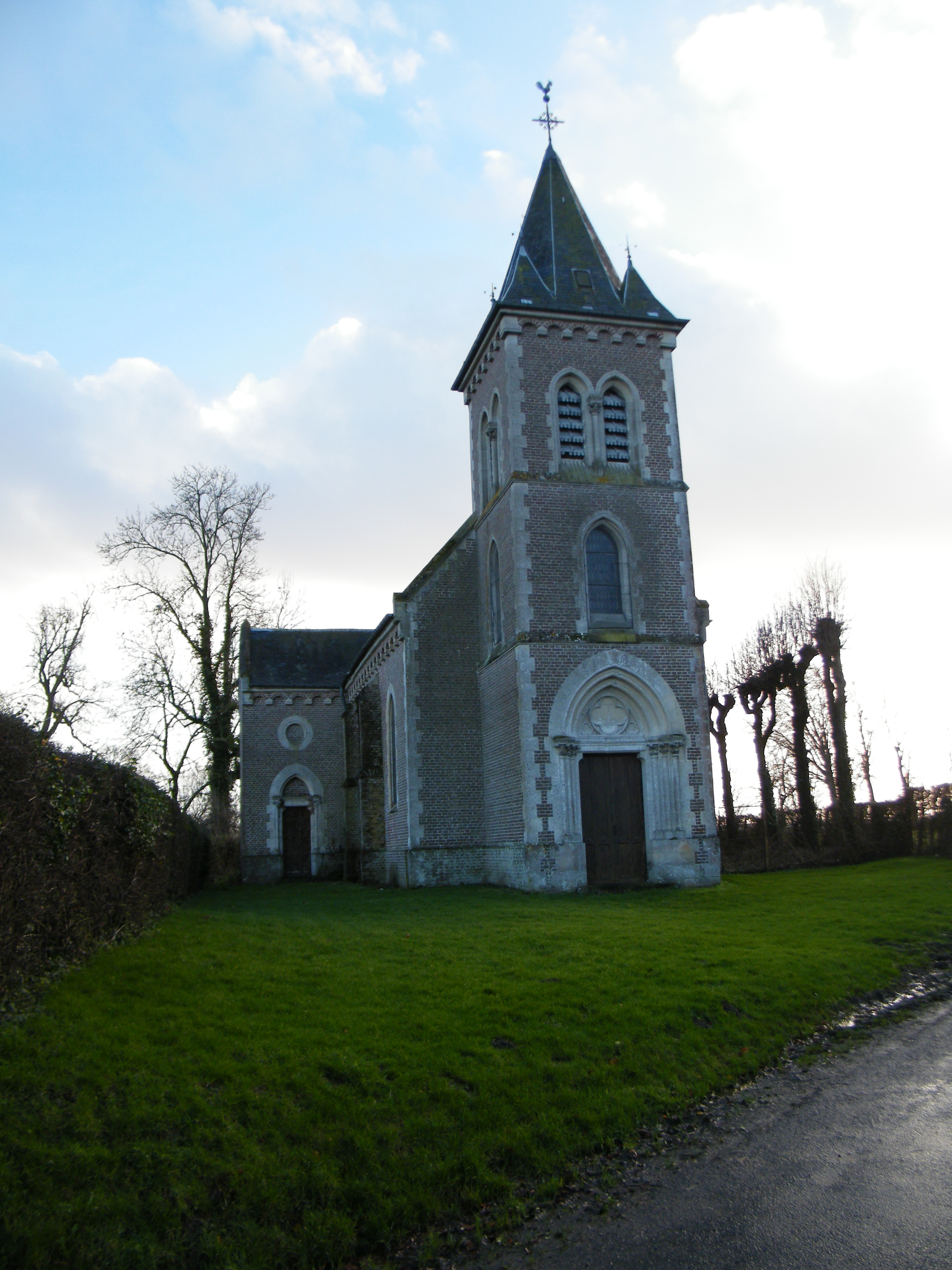
Chapelle de Saucourt.
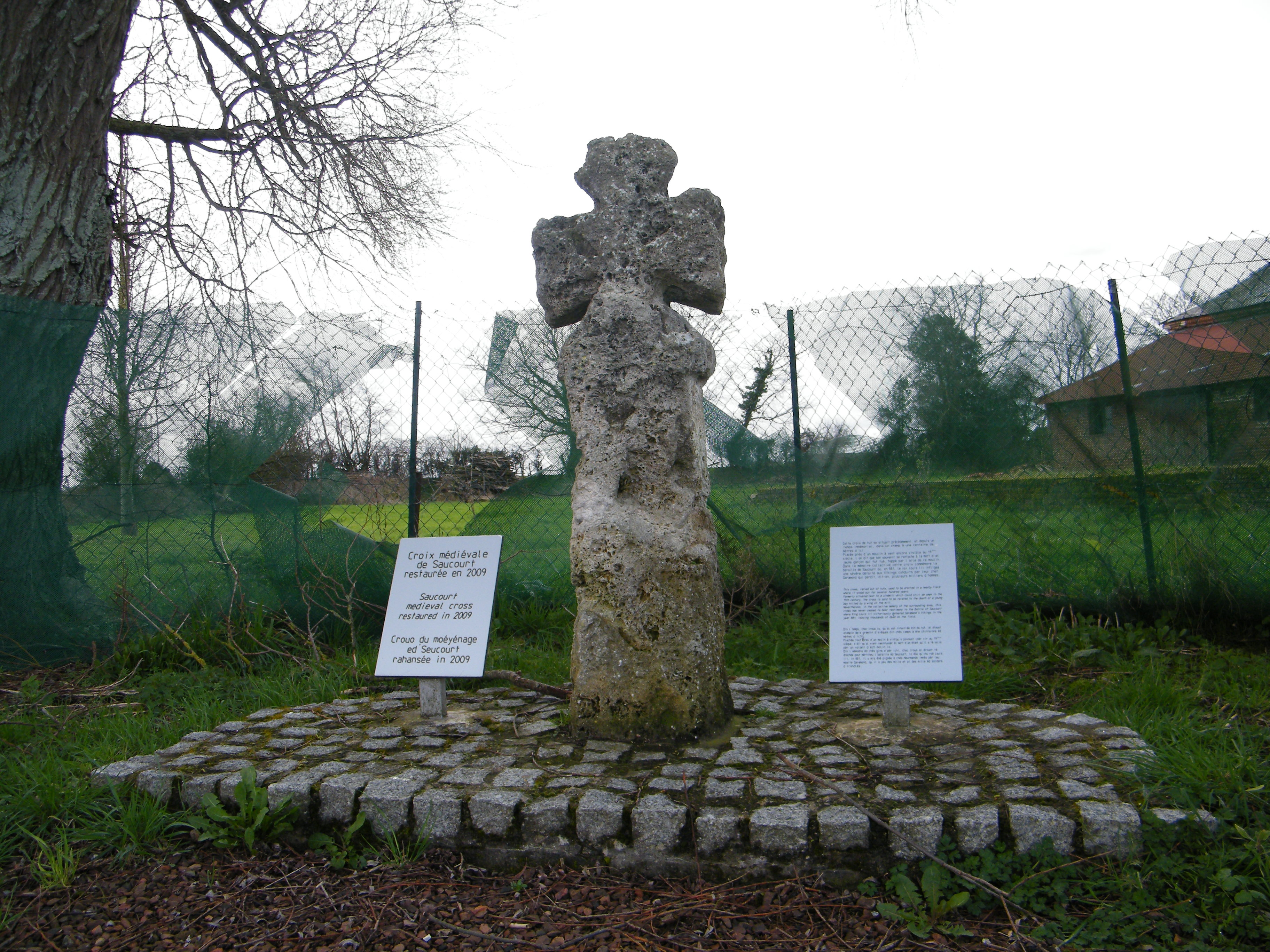
Croix médiévale de Saucourt.
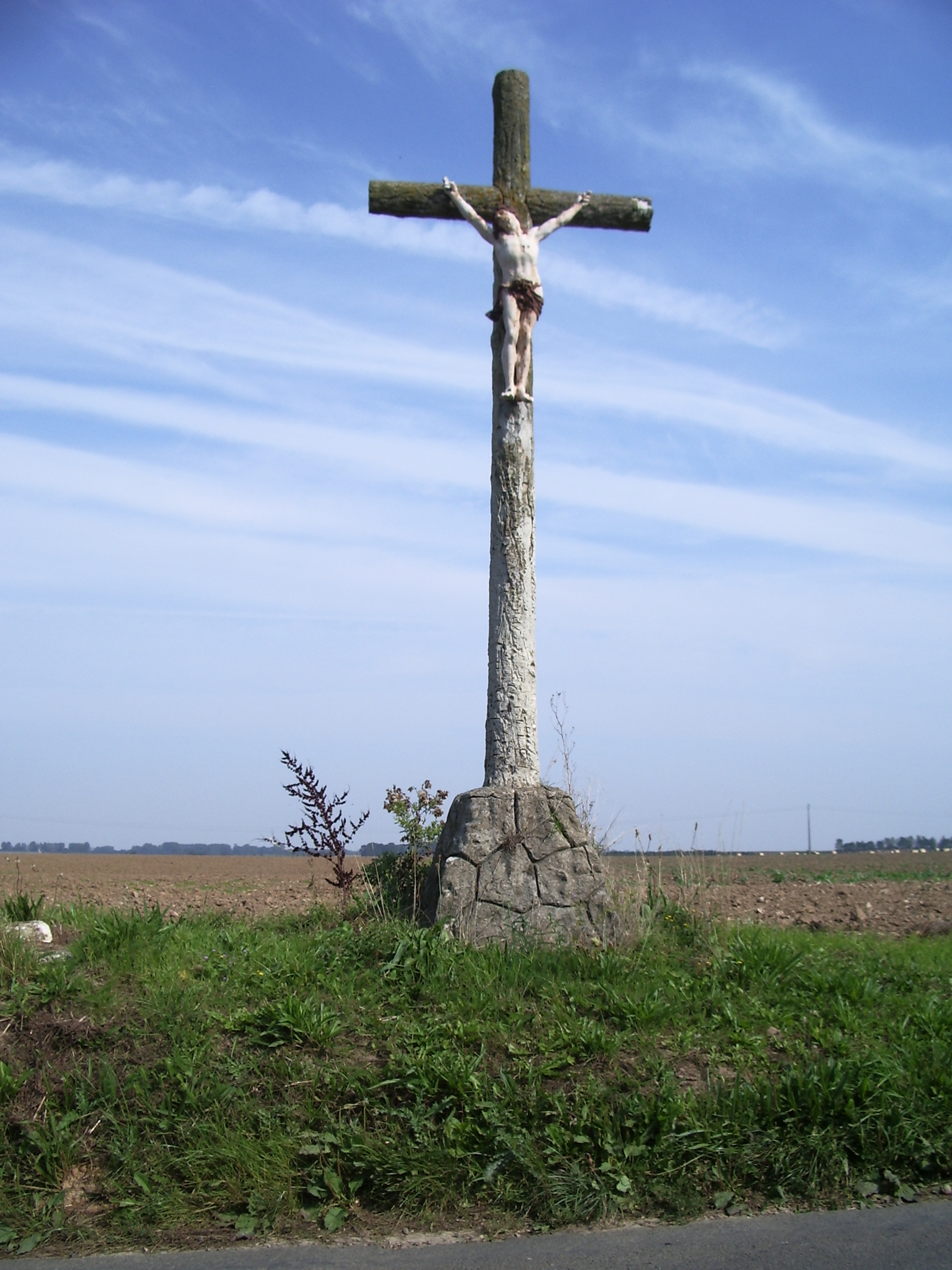
Calvaire dressé en 1912, entre Nibas et Saucourt.

### Personnalités liées à la commune
- Louis Rocque (1696-1760), né et mort à Nibas, il y écrit trois ouvrages d'astronomie et géométrie[a 5].
- Marius Touron (1882-1915), poète et charron, né à Nibas. Son nom est inscrit au Panthéon parmi les 560 écrivains morts pour la France pendant la Première Guerre mondiale. Une rue du village porte son nom.
- Gaston Vasseur[44] (1904-1971), linguiste et historien picard, auteur de nombreux ouvrages sur la région du Vimeu, particulièrement d'une Histoire de Nibas et ses annexes, depuis les temps les plus reculés jusqu'à nos jours, imprimerie G. Bourgeois, à Méricourt-Ribemont, prix Le Prince 1923, couronné par la Société des antiquaires de Picardie. Gaston Vasseur est aussi l'auteur du Dictionnaire des parlers picards du Vimeu (Somme) , publié en 1963, réédité en 1998, ouvrage essentiel qui a posé une pierre majeure dans la dialectologie picarde. Considéré comme un ouvrage de référence, ce dictionnaire est à la fois un ensemble de définitions précises et un véritable outil de travail. Il s'adresse tant au spécialiste qu'au chercheur (avec ses indications phonétiques) et à l'utilisateur profane (grâce à une graphie proche du français).

### Héraldique
|  | Les armes de la commune se blasonnent ainsi : de gueules à la hache franque d'argent, couronnée d'or et accostée de deux épées hautes d'argent garnies d'or. |